# Guaycará
Guaycará es un distrito del cantón de Golfito, en la provincia de Puntarenas, de Costa Rica.

## Historia
Guaycará fue creado el 26 de noviembre de 1971 por medio de Decreto Ejecutivo 2074-G .

## Geografía
Guaycará cuenta con un área de 323,1 km² y una altitud media de 50 m s. n. m.

## Demografía
Para el año 2022, Guaycará cuenta con una población estimada de 15 176 habitantes, y para el último censo efectuado, en 2011, Guaycará contaba con una población de 12 918 habitantes.

## Localidades
- Cabecera: Río Claro
- Barrios: Santiago.
- Poblados: Bajo Bonita, Bajo Cedros, Buenavista, Cerro Café, Chiqueros, Delicias, El Alto, Esperanza, Gamba, Kilómetro 29, Kilómetro 33, La Julieta, Santiago de Caracol, Tigre (Caracol Norte), Valle Cedros, Vegas de Río Claro, Villa Briceño, Viquilla Uno, Viquilla Dos, Viquilla Tres, Bambel 1, Bambel 2, Bambel 3.

## Turismo
La entrada al Parque nacional Piedras Blancas se ubica en el poblado de La Gamba en este distrito.

## Transporte

### Carreteras
Al distrito lo atraviesan las siguientes rutas nacionales de carretera:
- Ruta nacional 2
- Ruta nacional 14